# (39529) Vatnajökull
1989 VJ1 (asteroide 39529) é um asteroide da cintura principal. Possui uma excentricidade de 0.14588040 e uma inclinação de 8.05099º.
Este asteroide foi descoberto no dia 3 de novembro de 1989 por Eric Walter Elst em La Silla.